# Juszt Ernő
Juszt Ernő (szlovákul: Ernest Just, ukránul: Ернест Ервінович Юст, Erneszt Ervinovics Juszt, lengyelül: Ernest Just, oroszul: Эрнест Эрвинович Юст, Erneszt Ervinovics Juszt) (Ungvár, Csehszlovákia (jelenleg Ukrajnához tartozik), 1927. június 17. – Pécs, Magyarország, 1992. április 21.) csehszlovák, magyar, ukrán és szovjet jobb oldali fedezet labdarúgó, és labdarúgóedző. Szovjet sportmester (1952) és érdemes labdarúgóedző (1970). Egyike annak a két labdarúgónak, akiket Kárpátaljáról, illetve és második világháború utáni Dinamo Kijevből elsőként felvettek a ’’33 legjobb szovjet labdarúgó’’ listájára és meghívták az ukrán és szovjet válogatott-csapatba is. A kilencvenes évek elején tagja volt a magyar nemzeti U-17-es válogatott edzői stábjának.

## Pályafutása

### Játékosként
A pályafutását a csehszlovák labdarúgó-bajnokság szlovák csoportjában részt vevő UMTE Užhorod (1937-1939), az MTE Ungvár név alatt a magyar vidéki bajnokságban 1943–1945 között és az Szpartak Uszgorod ukrán másodosztályú bajnokságban 1946–1947 között szereplő ifjúsági csapatokban kezdte, majd az 1947/1948-as szezonban bekerült az Szpartak Uzsgorod felnőtt csapatába, amely azt megelőzően szerezte meg az első országos bajnoki címet (1946). (A gimnáziumi tanulmányai idején részt vett a tanintézetek közötti városi és országos bajnokságokban, és többször tagja volt a Kárpátaljai labdarúgó-válogatott csapatnak is.)
1948 novemberében több csapattársával együtt átigazolt a Dinamo Kijevhez. (Az ungváriak közül az év nyarán elsőként Láver György ment át a fővárosi elitklubhoz. Két hónappal később őt követte korábbi csapattársa Fábián János, ősszel pedig - a labdarúgás történetében egyedülálló módon - a Szpartak további hét oszlopos tagja is átigazolt a kijevi sztárcsapatba, nevezetesen: Tóth Dezső, Mihalina Mihály, Komán Mihály, Gazsó László, Szengetovszkij Zoltán, Godnicsák László és ifj. Györffy Zoltán. Ehhez, a magyar és csehszlovák labdarúgóiskolán felnövő, fiatal kárpátaljai tehetségekből álló csoporthoz két év múlva csatlakozott a munkácsi születésű Popovics Tibor is.) A Kijevi Dinamo utánpótlás kerete az ő részvételével 1949-ben kis-aranyérmeket szerzett az első ízben kiírt, a szovjet tartalékcsapatok közötti országos bajnokságon. Ebből az országos sikerből ő is kivette a részét és kilenc éven keresztül elismert tagja volt a kijevi nagy-csapatnak, és kiemelkedő eredményeket ért el országos és nemzetközi szinten, nevezetesen: 1952-ben ezüstérmes lett a szovjet bajnokságban, 1954-ben pedig az ukrán klubok közül elsőként a csapatával elnyerte a szovjet kupát. A Kijevi testnevelési és sportfőiskolán folytatott felsőfokú tanulmányai befejezése után, 1958-ban egy kis időre visszatért Ungvárra a Szpartakhoz, ahol befejezte aktív pályafutását.

### Edzőként
Ungvárott eleinte játékos-edzőként tevékenykedett, majd a vezetőedző asszisztense lett (1960-1961). Egy év múlva azonban őt meghívtak a szinten másodosztályú Avanhard Ternopolba, majd utána leszerződött az akkor alakuló Karpati Lvov csapathoz. Ott kisebb megszakításokkal majdhogy 15 évet edzősködött, ebből 8 éven keresztül vezetőedzője volt a galíciai főváros csapatának, amelyet bejuttatott az szovjet bajnokság elit csapatai közé úgy, hogy előtte a szovjet bajnokság 2. osztályában szereplő csapata - egyedülálló módon a szovjet labdarúgás történetében - elnyerte az országos kupát és részt vehetett a Kupagyőztesek Európa-kupája mérkőzésein (1969). (A Karpati Lvov az első osztályban kétszer ért el negyedik helyezést 1976-ban, s ez volt a klub legjobb teljesítménye a szovjet érában.)
Az 1972—1973 és az 1978—1987 közötti időszakban a helyi sportinternátusban a gyermekek felkészítésével foglalkozott. Irányítása alatt a különböző labdarúgócsapatokban több tucatnyi olyan, később híressé vált játékost készítettek fel, akik tovább öregbítették Lvov és Kárpátalja hírnevét az országban és a világban, és akik Ukrajna és más országok elit klubjaiban folytatták rendkívül eredményes pályafutásukat, nevezetesen: Dikovec János, Vajda Gábor, Gereg Iván, Rasztiszlav Potocsnják, Lev Brovarszkij, Edvard Kozinkevics, Vladimir Bulgakov, Igor Kulcsickij, Petr Danilcsuk, Gabovda János és mások. Élete utolsó éveit a felmenői történelmi hazájában, Magyarországon töltötte és a magyar nemzeti U-17-es válogatott labdarúgók felkészítésévél foglalkozott.

## Sikerei, díjai
Ukrajna
- ’’Az év labdarúgója Ukrajnában’’
  - (5. hely): 1952

Szovjetunió
- Szovjet tartalékcsapatok bajnoksága
  - bajnok: 1949
- Szovjet bajnokság
  - 2. hely: 1952
- ’’Szovjet sportmester’’ kitüntető cím: 1952
- ’’33 legjobb szovjet labdarúgó listája’’
  - 2. számú lista: 1952
- Szovjet bajnokság
  - bajnok: 1968, 1970
- Szovjet kupa
  - győztes: 1954, 1969
- ’’Szovjet érdemes labdarúgóedző’’ kitüntető cím: 1970

## Ajánlott irodalom
- Fedák László. Kárpátalja a sporteredmények tükrében (53., 56., 57, 114., és 137. oldal). Ungvár: Karpati (1994)
- Krajnyanica Péter. A kárpátaljai labdarúgás története (65., 83., 92., 93., 109., 123. és 173. oldal). Ungvár: Karpati (2004)
- Mihalina László. Otthon minden kő megsegít... (27., 79. és 84. oldal). Vác: Kucsák Könyvkötészet és Nyomda (2011)

## Fordítás
- Ez a szócikk részben vagy egészben  a(z)   Юст Ернест Ервінович című ukrán Wikipédia-szócikk ezen változatának fordításán alapul.  Az eredeti cikk szerkesztőit annak laptörténete sorolja fel. Ez a jelzés csupán a megfogalmazás eredetét és a szerzői jogokat jelzi, nem szolgál a cikkben szereplő információk forrásmegjelöléseként.